# Негош (горы)
Не́гош (сербохорв. Његош) — горы в Черногории.

## Название
Род Петровичи-Негоши, представители которого являлись владыками, митрополитами, князьями и королями Черногории, получил часть фамилии — «Негоши» — по названию этой горы.

## География
Горы Негош расположены на западе страны, в самой крупной по площади черногорской общине Никшич, в 22 километрах от одноимённого административного центра общины, в 26 километрах к северо-востоку от города Билеча, расположенного недалеко от границы с Черногорией и являющегося административным центром одноимённой общины, входящей в регион Требине Республики Сербской Боснии и Герцеговины.
Является частью Динарского нагорья — горной системы, покрывающей практически весь северо-запад Балканского полуострова. Относится к южной части нагорья.
К северо-западу от гор расположена гора Сомина; к юго-западу — Копле, Циганка и Циган; к юго-востоку — гора Зла-Гора.
Хребет вытянут на 10 километров с северо-запада на юго-восток.
Высочайший пик — Негош — имеет высоту 1725 метров.
| Номер | Название           | Оригинальное название         | Высота (в метрах) |
| ----- | ------------------ | ----------------------------- | ----------------- |
| 1     | Негош              | сербохорв. Његош              | 1725              |
| 2     | Равна-Влака        | сербохорв. Равна глава        | 1721              |
| 3     | Милутиновича-Граци | сербохорв. Милутиновића Граци | 1706              |
| 4     | Кияк               | сербохорв. Кијаци             | 1643              |
| 5     | Кита               | сербохорв. Букова кита        | 1624              |
| 6     | Оштриковац         | сербохорв. Оштриковац         | 1604              |

## Геология
Горы, по большей части, состоят из доломита и известняка. В массиве множество карстовых пещер разнообразных форм. Геологическая реконструкция данной местности показала, что в мезозойской эре (251—65 миллионов лет назад) здесь существовало мелкое море.

## Водные источники
| Название        | Оригинальное название     | Комментарий                      |
| --------------- | ------------------------- | -------------------------------- |
| Доня-врела      | сербохорв. Доња врела     | Расположен на высоте 900 метров. |
| Горня-врела     | сербохорв. Горња врела    | —                                |
| Яма-Матовича    | сербохорв. Јама Матовића  | Расположен под пиком Кияци.      |
| Павлова-Яма     | сербохорв. Павлова јама   | —                                |
| Карлица         | сербохорв. Карлица        | —                                |
| Бучалина        | сербохорв. Бучалина       | —                                |
| Тупаньска-врела | сербохорв. Тупањска врела | —                                |